# Loris pigmeu
El loris pigmeu (Xanthonycticebus pygmaeus) és una espècie rara de loris que viu als boscos tropicals i subtropicals de frondoses secs del Vietnam, Laos, el sud de la Xina, i l'est del riu Mekong, a Cambodja. Classificat anteriorment en el gènere Nycticebus, des del 2022 té el seu propi gènere, Xanthonycticebus.
Aquest primat és un animal nocturn que s'alimenta de fruits, insectes, petits mamífers i rèptils, flors, goma dels arbres, llimacs i cargols. És arborícola i s'arrossega per les branques passant desapercebut, ja que es mou en silenci a través de les fulles gruixudes de les zones subtropicals.
Els loris pigmeus poden créixer fins a entre 18 i 21 centímetres. S'aparellen cada entre 12 i 18 mesos, i les femelles tenen una o dues cries, després d'un període de gestació mig de 190 dies. Durant els primers dies, les cries s'aferren al ventre de la mare, i després d'aproximadament 9 mesos són deslletats.
Aquest loris gairebé va desaparèixer per la crema extensiva, i la tala i defoliació dels boscos del Vietnam produïdes durant la guerra.

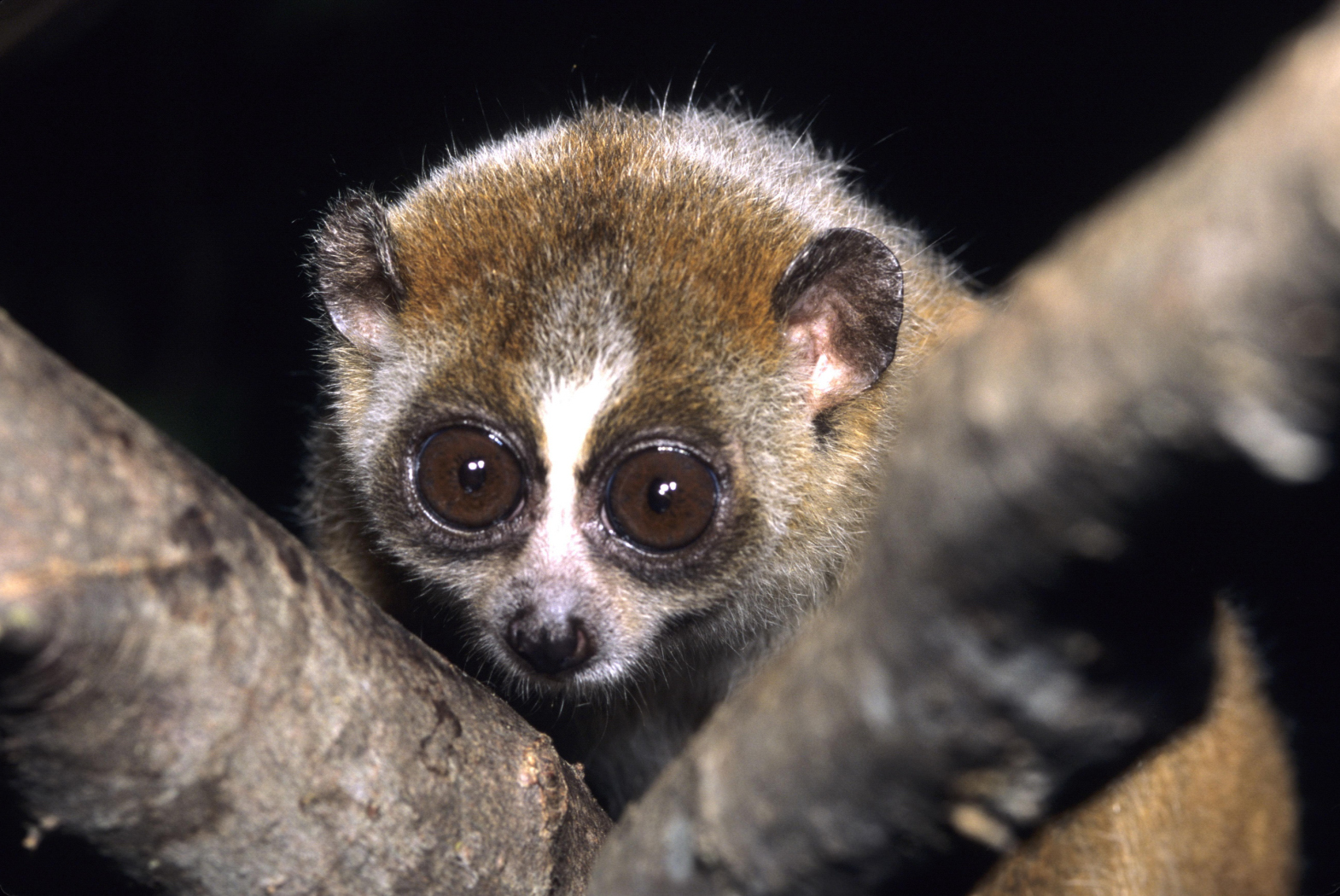
Com altres loris, el loris pigmeu té un ulls molt grans, adaptats al seu estil de vida nocturn.